# Emile Baudrux
Emile Baudrux (Habay-la-Neuve, 30 augustus 1878 - 26 augustus 1936) was een Belgisch volksvertegenwoordiger, senator en burgemeester.

## Levensloop
Baudrux was doctor in de rechten (Universiteit Luik, 1903) en werd advocaat.
Hij werd verkozen in Habay-la-Neuve: tot gemeenteraadslid (1910), schepen (1912) en burgemeester (1919). Hij was ook provincieraadslid voor de provincie Luxemburg (1908-1919).
In 1919 werd hij verkozen tot liberaal volksvertegenwoordiger voor het arrondissement Neufchâteau-Virton en bekleedde dit mandaat tot in 1921. Hij werd vervolgens provinciaal senator en bleef dit tot in 1929.